# Eduardo Strauch
Pour les articles homonymes, voir Strauch.
Eduardo Strauch, né le 13 août 1947 à Montevideo (Uruguay), est un joueur de rugby à XV, architecte et peintre uruguayen.
Il est l'un des survivants de la catastrophe du vol Fuerza Aérea Uruguaya 571, accident aérien survenu 1972 dans la Cordillère des Andes qui a ému l'opinion internationale.

## Biographie
Il suit ses études dans le collège Stella Maris, dans le quartier de Carrasco de Montevideo. Il est membre fondateur du club de rugby à XV du Old Christians Club.
Il étudie l'architecture à l'université de la République. Il épouse Laura Braga en 1979, avec qui il a cinq enfants : Olivia, Federico, Sofia, Camila et Pedro.
En 2012, il publie son autobiographie, intitulée Desde el silencio,.